# Canal de Corint
El canal de Corint és una via d'aigua artificial que uneix el golf de Corint amb el mar Egeu, obrint aquesta via al transport marítim i separant la península del Peloponès de la resta de Grècia.
Seguint el projecte de Ferdinand de Lesseps, que recollia l'antic traçat de Neró, l'enginyer hongarès Istvan Turr va dirigir les obres del canal de Corint, que es va construir entre 1881 i 1893. El canal fou inaugurat el 25 de juliol de 1893.

## Geografia
El canal mesura 6,34 km de llarg i es va construir entre 1881 i 1893. L'obra evita haver de fer una volta d'uns 400 km al voltant de la península del Peloponés. Ara bé, només pot ser utilitzada per embarcacions relativament petites atès que només té 21 m d'amplada i 8 de profunditat. Tot i aquestes limitacions, prop d'11.000 vaixells creuen el canal cada any, majoritàriament pertanyents a rutes turístiques.

## Història

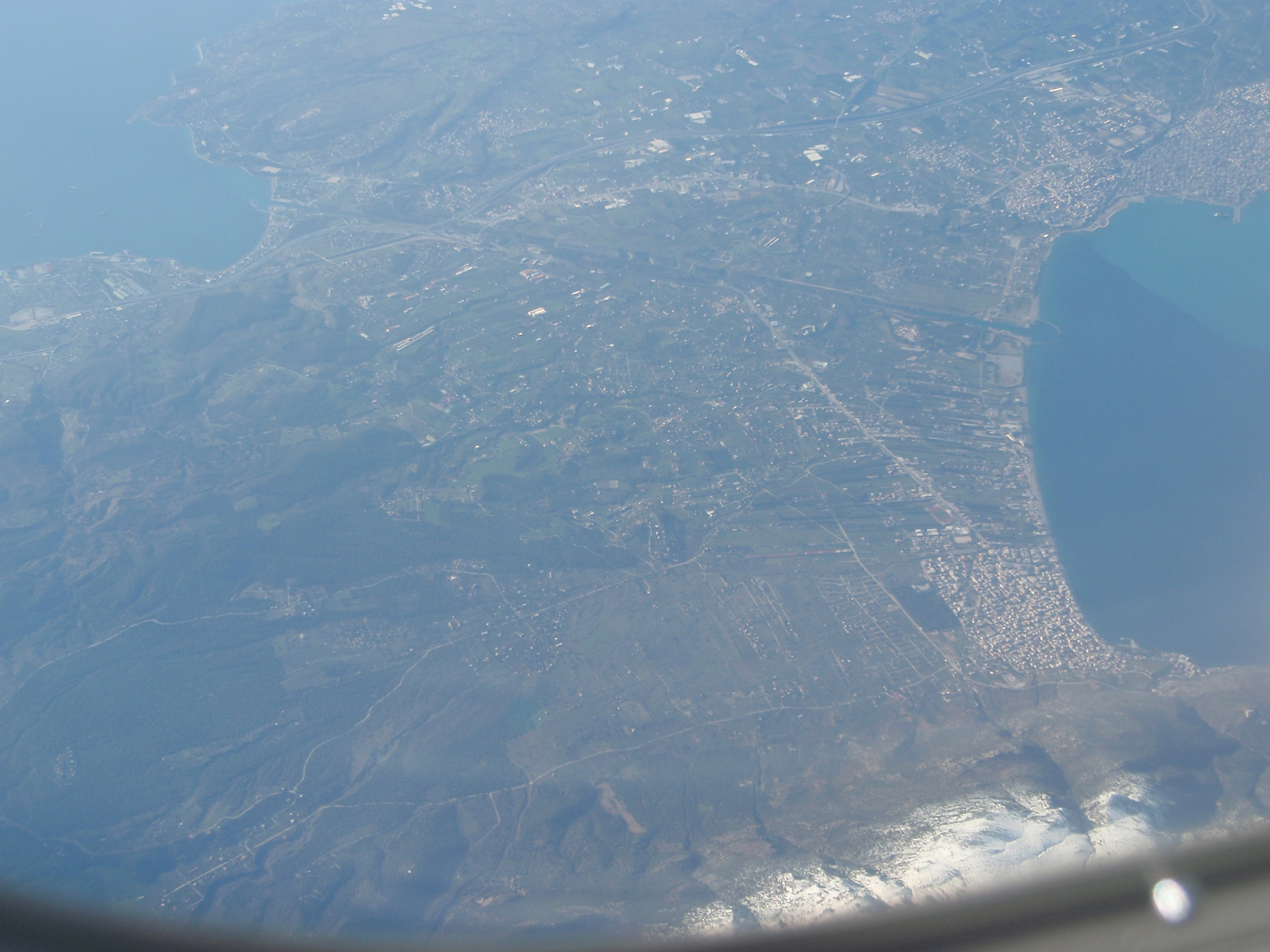
Vista arèria del Canal de Corint vist des del nord

Encara que el projecte no es va concretar fins al segle xix, la idea ja estava concebuda ben bé des del segle vii aC, quan el tirà Periandre de Corint va pensar a executar una obra semblant, però es va veure obligat a cancel·lar-la a causa de les dificultats tècniques que presentava l'obra per aquella època. És molt probable que el mateix Periandre ordenés, en el seu lloc, la construcció d'una rampa de pedra sobre l'istme de Corint que es coneix amb el nom de Díolkos, les restes de la qual es poden veure discórrer, encara avui, de forma paral·lela al canal. Aquesta ruta terrestre permetia portar vaixells d'un costat a l'altre de l'istme en carros de bous i es creu que estigué en funcionament durant més de 1000 anys, des del segle vii aC fins a principis de l'edat mitjana.
L'any 67, l'emperador romà Neró va ordenar l'excavació del canal, encomanant el treball a prop de 6.000 esclaus. Neró, però, va morir un any després i el seu successor, Galba, va cancel·lar el projecte per considerar-lo massa costós.

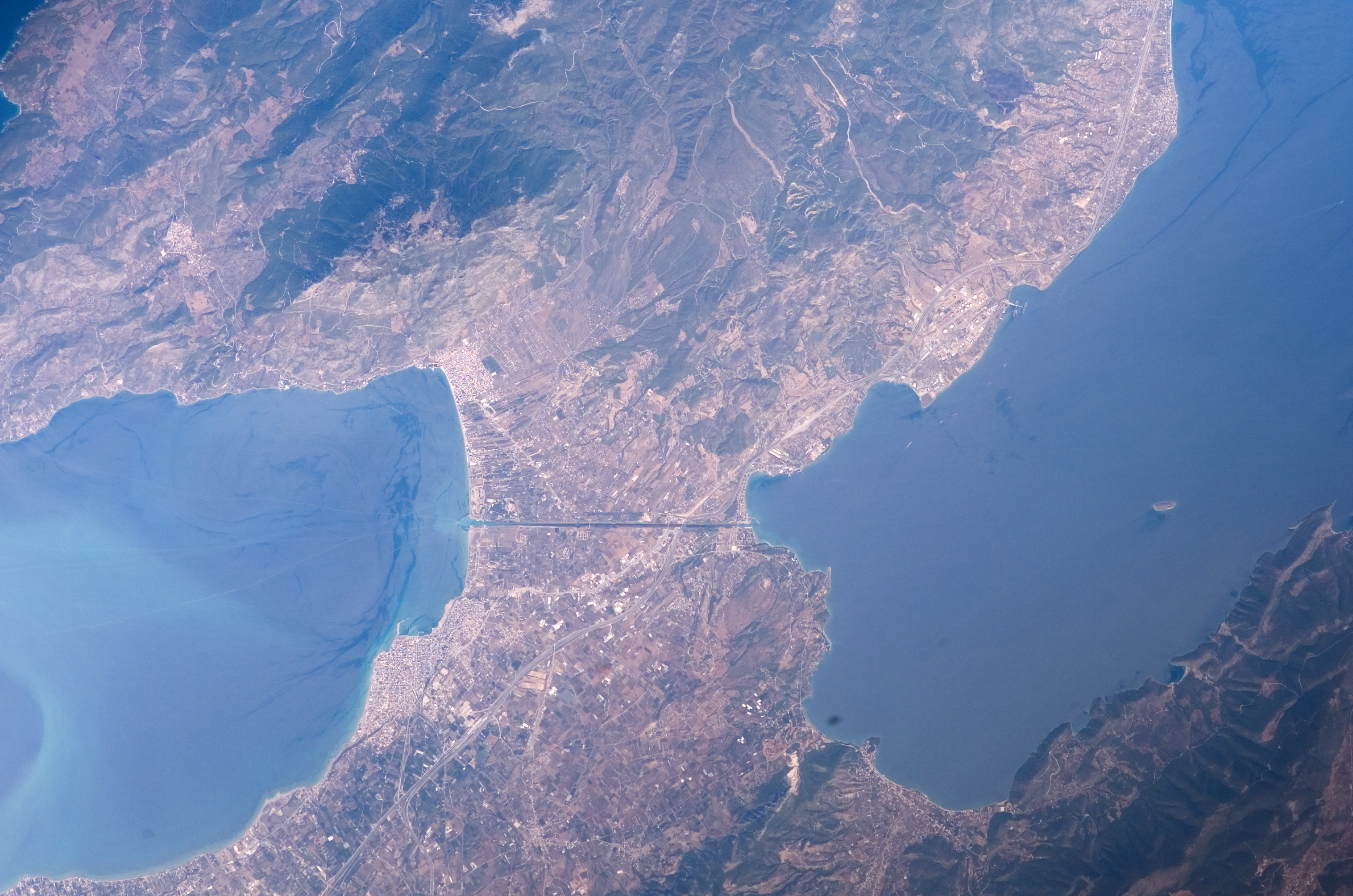
El Canal de Corint (des del satèl·lit)

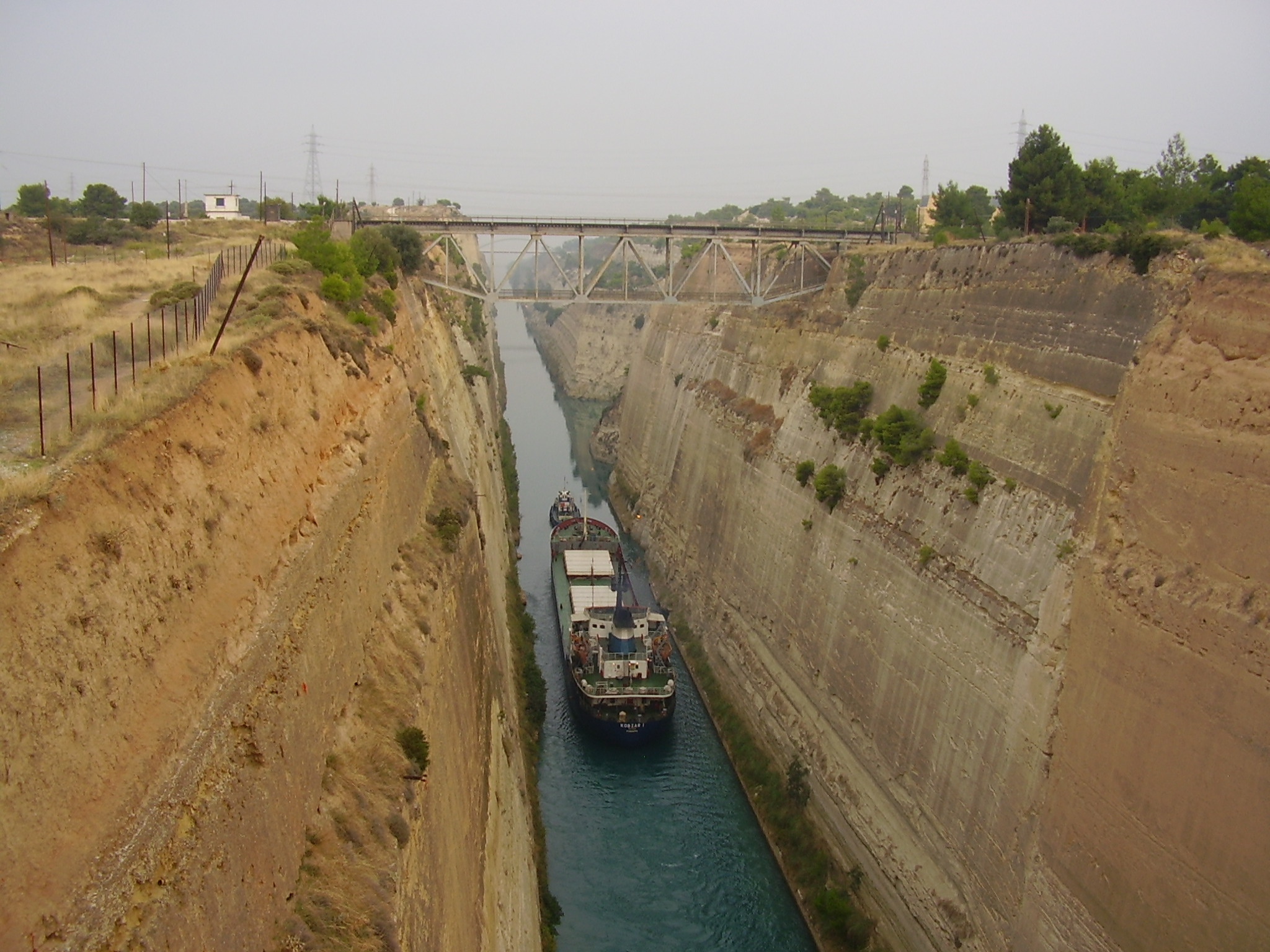
Canal de Corint.